# کنی و دوستان (فیلم)
کنی و دوستان (به انگلیسی: Kenny & Company) فیلمی ساخته شده در سال ۱۹۷۶ در ژانر کمدی و درام به کارگردانی دان کاسکارلی است.

## گزیده داستان
این فیلم روایتگر چندروز از زندگی کنی، یک پسر نوجوان ۱۲ ساله آمریکایی و دوستانش است. کنی در خلال فعالیت‌های مدرسه و آماده شدن برای جشن هالووین با مسایلی از قبیل زورگویی، رویارویی با مرگ و اولین عشق مواجه می‌شود.